# Emoglobina
L'emoglobina (indicata con le sigla Hb o hgb, dall'inglese hemoglobin o haemoglobin) è una proteina globulare con struttura quaternaria formata da quattro subunità. È solubile e di colore rosso (cromoproteina). È presente nei globuli rossi dei vertebrati (esclusi alcuni pesci antartici), per i quali svolge la funzione vitale di trasporto dell'ossigeno molecolare da un compartimento ad alta concentrazione di O2, il sangue arterioso, ai tessuti.
Ognuna delle sue quattro catene polipeptidiche è legata covalentemente a un gruppo prostetico detto eme, costituito da una molecola di protoporfirina IX (che rappresenta la componente organica) coordinante uno ione ferro Fe2+ (rappresentante la componente inorganica) che sporge leggermente dal piano della molecola. Laddove la protoporfirina IX incontri lo ione ferroso, legandolo, si va a formare la cosiddetta "ferroprotoporfirina" (che altro non è che il gruppo "eme" per come lo troviamo all'interno della proteina). Lo spazio che racchiude lo ione ferroso viene anche chiamato "spazio tetradentato" per la sua forma caratteristica.
L'emoglobina è inoltre una proteina allosterica. Viene sintetizzata inizialmente a livello dei proeritroblasti policromatofili (precursori dei globuli rossi), rimanendo poi in alte concentrazioni all'interno dell'eritrocita maturo (che ha perso il nucleo).
Le alterazioni di origine genetica della struttura primaria della molecola, che ne alterano la funzione, o della sua espressione, che ne alterano la quantità in circolo, vanno sotto il nome di emoglobinopatie (esempi sono l'anemia falciforme e la talassemia).

## Struttura

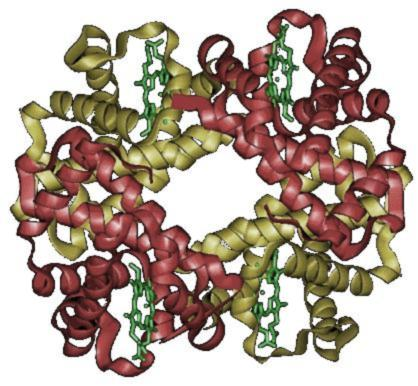
Struttura dell'emoglobina

L'emoglobina è stata soggetto di innumerevoli lavori. Il primo che riuscì a cristallizzarla e a determinarne la struttura con la cristallografia a raggi X fu Max Perutz nel 1959.

### Struttura quaternaria e geni
È una proteina coniugata tetramerica solubile pesante circa 64 000 dalton. Le catene del tetramero fisiologicamente sono a due a due uguali (vedi emoglobinopatia per le aberrazioni): due appartenenti alla classe α (in giallo nella figura) e due alla classe β (in rosso). Del gruppo α fanno parte le catene α1, α2 e ζ mentre del gruppo β fanno parte le catene β, Aγ, Gγ (queste due molto simili per struttura ed espressione), δ, e infine ε. Nell'uomo i geni delle catene α si trovano sul cromosoma 16 e sono intervallati da due pseudogeni, mentre quelli del gruppo β sono sul cromosoma 11 con interposto un unico pseudogene.
Ogni subunità è a contatto con le altre: le interazioni α1-β1 (e α2-β2) coinvolgono 35 amminoacidi, α1-β2 (e α2-β1) ne coinvolgono 19 e l'interfaccia tra α1-α2 e β1-β2 è formata da un basso numero variabile di residui, in quanto è interposto un canale acquoso centrale.

### Struttura primaria e secondaria
I monomeri hanno una struttura secondaria quasi totalmente identica nonostante gli amminoacidi in comune siano intorno al 20%. Sono tutte formate da otto α eliche (indicate con le lettere da A a H) intervallate da brevi segmenti di congiunzione indicate con la coppia di lettere delle eliche che la precedono e la seguono (es. ansa BC). La catena α manca del segmento D.

### Struttura terziaria
Ogni monomero ha una struttura terziaria simile a quella della mioglobina e ognuno ospita in una tasca idrofobica il gruppo prostetico (il gruppo eme), vero cuore della macromolecola, legato covalentemente con un'istidina responsabile di importanti funzioni che verranno esaminate in seguito; interazioni ioniche e idrofobiche e interazioni π-π con un residuo di fenilalanina contribuiscono a mantenere l'eme in posizione. Ogni eme è costituito da un complesso ferro-protoporfirina IX responsabile del legame facilmente reversibile con l'ossigeno. Nella proteina l'eme deossigenato assume una struttura lievemente concava (vedi figure). Il gruppo prostetico, al legame con l'ossigeno, subisce un cambiamento, appiattendosi. Il "collasso della cupola" provoca lo spostamento di 0,6 Å dello ione ferroso e dell'istidina a esso legata, la quale fa muovere l'α elica di cui fa parte rispetto alle parti di proteina (idealmente fisse) che legano il complesso porfirinico, provocando un cambiamento conformazionale che coinvolge tutte e quattro le subunità; le conseguenze di questo evento saranno descritte in dettaglio nella prossima sezione.

### Strutture limite
L'emoglobina presenta due strutture limite, la prima prevalentemente rappresentata dalla deossiemoglobina, definita come "struttura tesa" (T), la seconda relativa, invece, alla ossiemoglobina, chiamata questa volta "struttura rilassata" (R). Con "strutture limite" si intendono due differenti assetti che la molecola può acquisire in base al formarsi o venir meno di determinati legami (legami a idrogeno, interazioni ioniche e interazioni idrofobiche) che sussistono all'interno della molecola e ne caratterizzano la struttura quaternaria.
È possibile trovare strutture intermedie fra le due, ma statisticamente la T e la R rappresentano la maggior parte delle molecole di Hb presenti.
Queste due "forme" sono caratterizzate da una differente affinità per l'ossigeno, infatti la struttura T presenta un'affinità minore rispetto alla struttura R. Ogni emoglobina è capace di assumere la prima o la seconda conformazione a seconda dell'ambiente in cui si trova, in prossimità del circolo polmonare, ad esempio, l'alta pressione parziale di ossigeno farà sì che questo si leghi alla molecola, modificando la sua conformazione successivamente a una vera e propria "mobilitazione" dei due protomeri (α1β1 α2β2) che causerà la rottura di determinati legami, passando quindi dalla struttura T alla struttura R (ossiemoglobina). L'inverso accadrà nei tessuti periferici, dove la pressione parziale dell'ossigeno cala e diventa preponderante la forma T (quindi la forma deossigenata, è qui infatti che l'emoglobina tende a cedere l'ossigeno).

## L'emoglobina nella respirazione
L'emoglobina (come molecole diverse che svolgono funzioni affini in altri animali) è una proteina indispensabile perché la quantità di ossigeno che si scioglie nell'acqua è normalmente troppo bassa per le esigenze metaboliche di un animale di dimensioni superiori a 1 mm; la sua presenza permette di svincolarsi dalla legge di Henry, e portare così l'ossigeno necessario a tutti i distretti del corpo tramite i globuli rossi.
Le reazioni di scambio gassoso sono rese possibili dalla presenza di ioni ferro in ogni gruppo. Questo cofattore metallico nella sua forma Fe2+ lega l'ossigeno durante il passaggio del sangue nei polmoni e lo cede successivamente ai tessuti nella circolazione periferica. Il passaggio dell'ossigeno (O2) avviene perché i legami con l'eme sono labili e per altri fattori approfonditi nel paragrafo successivo.

### La saturazione dell'emoglobina

Curva di saturazione dell'emoglobina

Quando si lega all'ossigeno, l'emoglobina viene chiamata ossiemoglobina; invece nella forma non legata deossiemoglobina.
La saturazione indica il rapporto percentuale tra il numero medio di molecole di ossigeno (O2) realmente legate alle molecole di emoglobina, e il massimo numero di molecole di ossigeno che potrebbero essere legate alle stesse molecole di emoglobina. Non indica la mera percentuale di ossigeno legata all'emoglobina rispetto all'ossigeno totale nel sangue.
Sebbene esista una piccola percentuale di ossigeno non legata all'emoglobina (pari a circa 0,3 mL/100 mL di sangue, lo 0,3%), il resto dell'ossigeno è legato e trasportato dall'emoglobina. La saturazione emoglobinica indica quindi la percentuale di emoglobina impiegata nel trasporto di ossigeno rispetto al totale impiegabile.
Ogni molecola di emoglobina è in grado di legarsi, al massimo, con quattro molecole di O2 e quando ciò accade si dice sia satura. Se tutte le molecole di emoglobina fossero legate a quattro molecole di O2, allora la saturazione sarebbe pari al 100%; se invece, per esempio, mediamente ogni molecola di emoglobina fosse legata a due molecole di ossigeno, allora la saturazione sarebbe pari al 50%.

#### Fattori che influenzano la saturazione
La saturazione dell'emoglobina per l'ossigeno è influenzata dalla pressione parziale dell'ossigeno che con legame cooperativo aumenta l'affinità dell'emoglobina verso l'ossigeno in risposta a un aumento della quantità di ossigeno, per cui l'emoglobina cambia conformazione passando da uno stato conformazionale a bassa affinità per l'ossigeno, definito stato T (teso), a uno ad alta affinità per l'ossigeno, definito stato R (rilassato). Ciò si verifica a livello alveolare permettendo la cattura dell'ossigeno da parte dell'emoglobina, mentre il contrario succede a livello periferico, dove l'emoglobina passa dallo stato R allo stato T rilasciando ossigeno ai tessuti che possono così assumerlo per utilizzarlo attraverso le ossidazioni. L'emoglobina ha un comportamento altamente cooperativo, con un coefficiente di Hill teorico pari a 4 e uno sperimentale pari a 2,8.
Altre influenze sulla saturazione dell'emoglobina per l'ossigeno sono: la temperatura e il 2,3-bisfosfoglicerato (BPG). Quest'ultimo, presente nei globuli rossi, riduce l'affinità dell'emoglobina per l'ossigeno perché stabilizza la sua forma deossigenata. La sua quantità presente nel globulo rosso è regolata dalla pressione parziale dell'ossigeno nell'ambiente per un ottimale rilascio ai tessuti. Per cui se una persona che vive a livello del mare si sposta in montagna, dove la pressione dell'ossigeno è minore, ha nei primi giorni una carenza di BPG e quindi una ridotta capacità a fare lavoro, perché l'emoglobina ha un'elevata affinità per l'ossigeno e non ne rilascia abbastanza nei tessuti. Man mano che la concentrazione di BPG aumenta nei suoi eritrociti diminuendo l'affinità per l'ossigeno, può fare più lavoro e si dice che acquista il "passo del montanaro". Il BPG svolge anche un importante ruolo nell'approvvigionamento di ossigeno al feto. Infatti, l'emoglobina fetale ha un'affinità per la BPG nettamente inferiore a quella dell'individuo adulto. Questo permette il passaggio dell'ossigeno dal sangue della madre a quello del feto.
Infine l'efficacia dell'emoglobina è influenzata anche dalla maggiore presenza di CO2 a livello dei tessuti che, grazie al suo comportamento acido in acqua, rilascia protoni che si legano all'emoglobina favorendo la formazione di ponti salini caratteristici della conformazione T; si ha quindi il rilascio di ossigeno. Inoltre, la CO2 che non si è ancora dissociata si lega ai gruppi amminici delle catene β dell'emoglobina formando così la carbodiossiemoglobina e quindi si ha il rilascio di ossigeno da parte della stessa. Questi due fenomeni insieme prendono il nome di effetto Bohr.

### Veleni respiratori
Fisiologicamente o per azione di determinate sostanze ossidanti (acqua ossigenata, permanganato di potassio, nitrito, ecc.) o di certi farmaci o di alcune sostanze contenute nelle fave (vedi favismo), lo ione Fe2+ (ione ferroso) si trasforma in ione Fe3+ (ione ferrico) e l'emoglobina si trasforma in metaemoglobina (MetHb), incapace di legare l'ossigeno. Nel sangue è normale una presenza del 2% di MetHb; se questa percentuale sale, la respirazione viene compromessa. La riconversione a ione ferroso avviene tramite l'enzima riducente metaemoglobina reduttasi, con una reazione a catena che comporta l'ossidazione del NADPH e la riduzione del glutatione, che mantiene la cellula in uno stato riducente prevenendo la formazione di MetHb.
Un altro pericolo per la respirazione è il monossido di carbonio (CO): l'emoglobina ha un'affinità circa 250 volte superiore per questo gas che per l'ossigeno, si lega quindi rapidamente al CO e il legame formato è estremamente difficile da scindere (quasi irreversibile normalmente). Se nell'aria è presente una percentuale di CO pari a 1/250 quella dell'ossigeno (circa quattro parti per mille di ossigeno), la metà dell'emoglobina si combinerà con l'ossido di carbonio, dando luogo a carbossiemoglobina (HbCO), incapace di legare ossigeno. La carbossiemoglobina viene prodotta in quantità minime anche all'interno dei tessuti, in quanto il CO ha funzione di trasmettitore di segnali.

## L'emoglobina umana
L'emoglobina si può presentare in varie isoforme fisiologiche: Hb di Portland, Hb Gower, HbF, HbA, HbA2.
Esistono poi forme di emoglobine patologiche: Hb di Barts, HbH, HbS, HbC, HbSC, HbE, Hb Lepore, Hb Philly, Hb Genova, Hb Köln, Hb Yakima, Hb Kansas.
I legami chimici dell'emoglobina ne determinano vari stati chimico-fisici:
- ossiemoglobina, quando si lega all'O2.
- carbodiossiemoglobina (o carbaminoemoglobina), quando ha ceduto l'O2 e ha captato una parte dell'anidride carbonica (CO2).
- deossiemoglobina (o emoglobina ridotta), quando ha ceduto l'O2. Se presente in quantità maggiore di 5 g/dL si avrà cianosi.
- cianoemoglobina, Hb che lega CN-;
- carbossiemoglobina, Hb che lega CO.
- metaemoglobina, quando il ferro presente nella molecola si ossida, passando dallo stato ferroso (Fe2+) a ferrico (Fe3+).
- solfoemoglobina, formata dalla combinazione del ferro emico con un atomo di zolfo.[2]

### L'emoglobina nelle fasi della vita

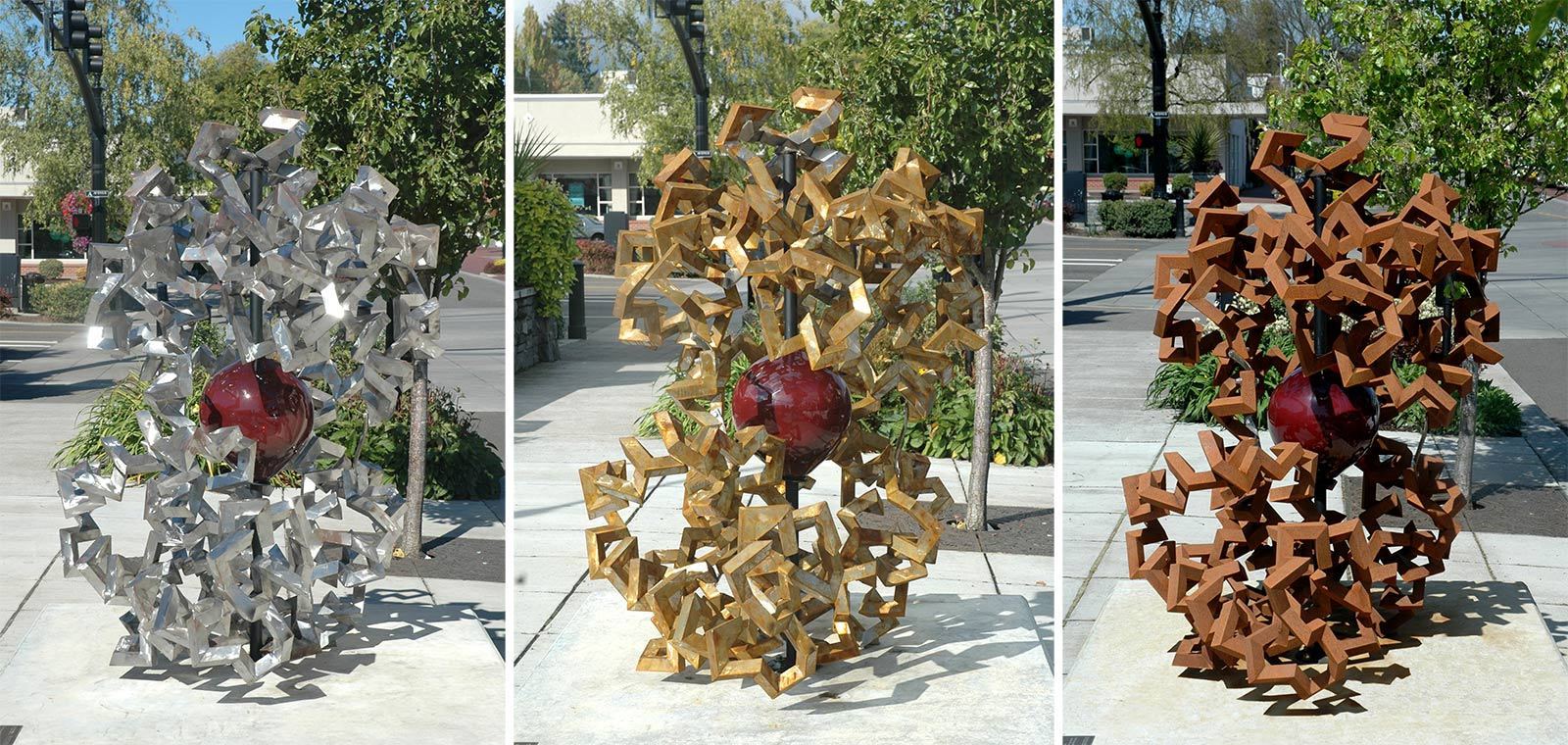
L'artista Julian Voss-Andreae ha creato nel 2005 una scultura dal titolo Cuore d'Acciaio (Heart of Steel), basata sulla struttura della proteina stessa. La scultura è realizzata in vetro e acciaio patinato. L'arrugginimento intenzionale dell'opera, inizialmente lucida, riflette la reazione chimica fondamentale dell'emoglobina, che lega l'ossigeno al ferro. Le immagini mostrano la scultura, alta 1,60 m, subito dopo l'installazione, dopo 10 giorni e dopo alcuni mesi di esposizione agli agenti atmosferici.

#### Periodo intrauterino
La composizione della molecola di emoglobina varia nel corso della vita intrauterina ed è diversa da quella degli adulti (che si inizia a formare nei primi mesi di vita).
La differenza principale consiste nella predominanza dell'emoglobina fetale (HbF) con un'affinità, in vivo, molto elevata per l'O2. Questa differenza porta, in condizioni fisiologiche, a un passaggio favorevole dell'O2 dall'HbA (emoglobina dell'adulto) della madre all'HbF del feto. Il fatto non è stato chiarito fino alla scoperta che un'altra molecola, il 2,3-bisfosfoglicerato (BPG), è presente in condizioni fisiologiche e si lega alle deossiemoglobine. La HbF lega più debolmente il BPG della HbA, dal momento che le due subunità γ dell'emoglobina fetale contengono un numero inferiore di amminoacidi capaci di carica positiva che possano interagire con le cariche negative del 2,3-BPG; poiché il 2,3-BPG diminuisce l'affinità per l'O2 delle emoglobine il risultato nella HbF è un aumento dell'affinità per l'O2 della stessa. Lo stesso BPG è inoltre implicato nell'adattamento dell'emoglobina in condizioni di ipossia (patologica o anche dovuta all'alta quota).

#### Adulto
L'emoglobina nell'adulto è costituito da HbA (α2β2) per il 96%, da HbA2 (α2δ2) per il 3% e da HbF (α2γ2) al 1%.

## Il valore diagnostico dell'emoglobina
Per gli adulti il valore dev'essere compreso tra 12 e 16 g/dL per le donne e tra 13,5 e 17 g/dL per gli uomini. Per i bambini può considerarsi normale il valore minimo di 10 g/dL. Nel caso in cui siano sottoposti a chemioterapia, abbiano subito interventi chirurgici o perdite di sangue piuttosto importanti, il valore può scendere considerevolmente e in questo caso la maggioranza dei medici procede con una trasfusione di sangue.
Nella medicina forense veniva utilizzato il test di Kastle-Meyer per evidenziare eventuali tracce di emoglobina sulla scena del crimine.